# 1. ŽNL Krapinsko-zagorska 2004./05.
Ovaj članak je podtema članka: 4. rang HNL-a 2004./05.

1. ŽNL Krapinsko-zagorska u sezoni 2004./05. je predstavljala ligu prvog stupnja županijske lige u Krapinsko-zagorskoj županiji, te ligu četvrtog stupnja hrvatskog nogometnog prvenstva. 
 
Sudjelovalo je 14 klubova, a ligu je osvojila "Predionica" iz Klanjca.  

## Ljestvica
| mj. | klub                        | ut. | pob. | ner. | por. | gol+ | gol- | bod |
| --- | --------------------------- | --- | ---- | ---- | ---- | ---- | ---- | --- |
| 1.  | Predionica Klanjec          | 26  | 19   | 3    | 4    | 56   | 18   | 60  |
| 2.  | Pregrada                    | 26  | 14   | 5    | 7    | 43   | 37   | 47  |
| 3.  | Radoboj                     | 26  | 12   | 7    | 7    | 42   | 29   | 43  |
| 4.  | Inkop Poznanovec            | 26  | 12   | 5    | 9    | 49   | 31   | 41  |
| 5.  | Rudar Mihovljan             | 26  | 11   | 7    | 8    | 34   | 32   | 40  |
| 6.  | Bojovnik 7 Novi Golubovec   | 26  | 12   | 4    | 10   | 48   | 48   | 40  |
| 7.  | Mladost Zabok               | 26  | 10   | 8    | 8    | 26   | 36   | 38  |
| 8.  | Stubica (Donja Stubica)     | 26  | 10   | 6    | 10   | 40   | 33   | 36  |
| 9.  | Vatrogasac Brezova          | 26  | 9    | 7    | 10   | 48   | 44   | 34  |
| 10. | Matija Gubec Gornja Stubica | 26  | 9    | 5    | 12   | 44   | 54   | 32  |
| 11. | Gaj Mače                    | 26  | 7    | 10   | 9    | 41   | 45   | 31  |
| 12. | Oroslavje                   | 26  | 6    | 5    | 15   | 49   | 63   | 23  |
| 13. | Rudar Dubrava Zabočka       | 26  | 5    | 7    | 14   | 38   | 62   | 22  |
| 14. | Straža Hum na Sutli         | 26  | 5    | 3    | 18   | 26   | 52   | 18  |

## Rezultatska križaljka
| kratica | klub                        | BOJ | GAJ | INK | MATG | MLA | ORO | PRED | PREG | RAD | RUDZG | RUDM | STR | STU | VAT |
| --- | --------------------------- | --- | --- | --- | ---- | --- | --- | ---- | ---- | --- | ----- | ---- | --- | --- | --- |
| BOJ | Bojovnik 7 Novi Golubovec   |     |     |     |      |     |     |      |      |     |       |      |     |     |     |
| GAJ | Gaj Mače                    |     |     |     |      |     |     |      |      |     |       |      |     |     |     |
| INK | Inkop Poznanovec            |     |     |     |      |     |     |      |      |     |       |      |     |     |     |
| MATG | Matija Gubec Gornja Stubica |     |     |     |      |     |     |      |      |     |       |      |     |     |     |
| MLA | Mladost Zabok               |     |     |     |      |     |     |      |      |     |       |      |     |     |     |
| ORO | Oroslavje                   |     |     |     |      |     |     |      |      |     |       |      |     |     |     |
| PRED | Predionica Klanjec          |     |     |     |      |     |     |      |      |     |       |      |     |     |     |
| PREG | Pregrada                    |     |     |     |      |     |     |      |      |     |       |      |     |     |     |
| RAD | Radoboj                     |     |     |     |      |     |     |      |      |     |       |      |     |     |     |
| RUDDZ | Rudar Dubrava Zabočka       |     |     |     |      |     |     |      |      |     |       |      |     |     |     |
| RUDM | Rudar Mihovljan             |     |     |     |      |     |     |      |      |     |       |      |     |     |     |
| STR | Straža Hum na Sutli         |     |     |     |      |     |     |      |      |     |       |      |     |     |     |
| STU | Stubica (Donja Stubica)     |     |     |     |      |     |     |      |      |     |       |      |     |     |     |
| VAT | Vatrogasac Brezova          |     |     |     |      |     |     |      |      |     |       |      |     |     |     |
| |                             |     |     |     |      |     |     |      |      |     |       |      |     |     |     |
| podebljan rezultat - utakmice od 1. do 13. kola (1. utakmica između klubova) rezultat normalne debljine - utakmice od 14. do 26. kola (2. utakmica između klubova) rezultat nakošen - nije vidljiv redoslijed odigravanja međusobnih utakmica iz dostupnih izvora rezultat smanjen * - iz dostupnih izvora nije uočljiv domaćin susreta prekrižen rezultat - poništena ili brisana utakmica p - utakmica prekinuta 3:0 p.f. / 0:3 p.f. - rezultat 3:0 bez borbe n.i. - nije igrano |                             |     |     |     |      |     |     |      |      |     |       |      |     |     |     |

 Izvori: 

## Vanjske poveznice
- nskzz.hr, Nogometni savez Krapinsko-zagorske županije